# Malcolm McNeill
Malcolm McNeill (Christchurch, 1945) is een Nieuw-Zeelandse jazzzanger.
McNeill, die ook opgroeide in Christchurch en daar nog steeds woont, is een bekend jazzzanger in zijn land. Hij trad al op vanaf zijn vijftiende jaar. Vanaf 1976 tot en met 1976 woonde hij in Engeland. Hij heeft opgetreden en opgenomen met Cleo Laine, operaster Kiri Te Kanawa en het ABC Orchestra. Hij toerde onder meer in Europa en Japan. In Japan had hij een hit met zijn compositie "Melissa". McNeill heeft negen albums opgenomen. Hij geeft les aan de Massey University in Wellington.

## Discografie
- Heart to Heart, met Kiri te Kanawa